# Arméniaques
629–1073
(444 ans)
Entités précédentes :
- Empire Byzantin

Entités suivantes :
- Principauté d'Ancyre

Les thèmes en Asie Mineure vers 950.

Les Arméniaques ou le thème des Arméniaques (en arménien Արմենիակոն, en grec θέμα Άρμενιάκων, thema Armeniakōn) sont un thème de l'Empire byzantin situé au nord-est de l'Asie Mineure (Turquie actuelle).

## Histoire

### Fondation
Ce thème est l'un des quatre thèmes originels, créés vers le milieu du VIIe siècle. Bien que la mention d'un « Georges, tourmarchès ton Armeniakon » en 629 lors des campagnes perses de l'empereur Héraclius puisse suggérer l'existence du thème à cette date, la première référence claire au thème des Arméniaques s'inscrit dans le cadre de la révolte de son général, Saborios, en 667/668. Il est également mentionné sur un sceau de 717/718. À l'instar des autres thèmes, il est créé à partir des restes de l'une des armées défaites lors des conquêtes arabes, un processus probablement achevé à la fin des années 640. L'armée du magister militum per Armeniae est ainsi retirée de cette région, qui donne son nom au nouveau thème, et est établie dans les régions du Pont, de Paphlagonie et de Cappadoce.

### Scission du thème
La capitale du thème est Amasée, et son stratège partage le premier des rangs réservés à cette fonction avec les stratèges des Anatoliques et des Thracésiens. Au IXe siècle, le thème recrute une armée de 9 000 hommes, appuyée 17 forteresses. Sa taille et son importance stratégique sur la frontière avec les Arabes, au nord-est de l'empire, font de son commandant une importante figure, et les forces du thème participent à plusieurs révoltes au VIIIe siècle. En conséquence, il est scindé au IXe siècle : les régions de Charsianon et de Cappadoce en sont détachées, tout d'abord sous la forme de districts puis de thèmes à part entière, alors que les thèmes de Paphlagonie et de Chaldia sont formés vers 819, suivis plus tard par la région de Koloneia (tout d'abord sous un doux, puis en 863 sous un stratège) ; le thème des Arméniaques est ainsi réduit au Pont occidental,.

### Prise et disparition du thème
Byzance conserve le thème jusqu'à la fin du XIe siècle. Cependant, en 1073, après la bataille de Manzikert, des mercenaires menés par Roussel de Bailleul en prennent le contrôle formant ainsi l'éphémère principauté d'Ancyre et le gouvernent pendant plusieurs mois, jusqu'à la restauration byzantine par le général Alexis Comnène. Peu après, il tombe aux mains des Seldjoukides, à l'exception de quelques forteresses côtières. Les empereurs Comnènes parviennent toutefois à récupérer les régions littorales, mais le thème n'est pas reconstitué.

## Les stratèges des Arméniaques
Le stratège est le gouverneur civil et militaire de la province. Parmi ceux ayant exercé cette fonction figurent :
- Saborios (? - 668) : alors qu'il est stratège des Arméniaques, il se rebelle contre l'empereur Constant II en 667 et reçoit le soutien du calife Muʿawiya Ier avant de mourir accidentellement.
- Artabasde (vers 717) : il occupe par la suite brièvement le trône impérial, entre 741 et 743.
- Karistérotzès (vers 778) : stratège des Arméniaques sous Léon IV le Khazar, il participe à la campagne victorieuse de 778, marquée par la bataille de Germanicia.
- Théodore Kamoulianos : stratège des Arméniaques sous l'empereur Constantin VI[9].
- Alexis Mousélé (entre 790 et 792) : envoyé pour mater une rébellion au sein du thème, il est brièvement proclamé empereur par les troupes locales avant qu'un accord ne soit trouvé avec l'empereur Constantin VI qui le confirme dans sa fonction de stratège des Arméniaques.
- Marinos (fin VIIIe siècle - début IXe siècle : connu par un sceau l'attestant comme patrice et stratège des Arméniaques.
- Manuel l'Arménien : il sert comme stratège sous Léon V l'Arménien (813-820) puis progresse sous Théophile pour devenir domestique des Scholes.
- Bardas Phocas l'Ancien (vers 941) : il repousse une attaque des Rus' de Kiev et il devient Domestique des Scholes par la suite.
- Jean Chaldos (avant 995).